# Australosuchus
Australosuchus is een uitgestorven geslacht van krokodillen behorend tot de familie Mekosuchidae. Tot dit geslacht behoort slechts één soort: Australosuchus clarkae uit het Laat-Oligoceen en Vroeg-Mioceen van Australië.